# Racestandard
Racestandard er en definition af hvordan det ideelle dyr indenfor en husdyrrace ser ud. Racestandarden udtaler sig også om hvilket helhedsindtryk og temperament man ønsker af dyret.
Hos hunde er det FCI, Fédération Cynologique Internationale, der fastsætter standarden. Hos katte er det FIFe, Fédération Internationale Féline.
Ved udstillinger og shows bliver dyrene bedømt ud fra racestandarden og typisk vil dyret kun kunne avlsgodkendes, hvis det til en vis grad opfylder racestandarden.
I racestandarden er der også defineret nogle fejl. Nogle trækker bare ned i bedømmelsen, andre er direkte diskvalificerende. Fejl kan f.eks. være forkert farve, forkert bid, aggresivitet, størrelse eller kropsbygning.